# Dick Tracy (film)
Dick Tracy − amerykański kryminał z 1990 roku na podstawie komiksu Chestera Goulda. Film otrzymał pozytywne recenzje i okazał się dużym sukcesem kasowym. Jest on również pierwszym filmem z cyfrowym dźwiękiem.

## Obsada
- Warren Beatty jako Dick Tracy
- Charlie Korsmo jako The Kid
- Glenne Headly jako Tess Trueheart
- Al Pacino jako Big Boy Caprice
- Madonna jako Breathless Mahoney
- William Forsythe jako Flattop
- Ed O’Ross jako Itchy
- Seymour Cassel jako Sam Kathcum
- James Keane jako Pat Patton
- Charles Durning jako Brendan
- Kathy Bates jako pani Green
- Dustin Hoffman jako Mumbles
- James Caan jako Spaldoni
- Bert Remsen jako barman
- Catherine O’Hara jako Texie Garcia

## Fabuła
Dick Tracy jest policyjnym detektywem. Razem z Kidem walczą o spokój na ulicach miasta. Podejmuje walkę z nowym bossem mafii Big Boyem Caprice. Wspiera go człowiek bez twarzy i piękna Mahoney.

## Ścieżka dźwiękowa
Muzyka z filmu poza regularną ścieżka dźwiękową znalazła się także na albumie Madonny I'm Breathless - Music from and Inspired by the Film Dick Tracy.

## Nagrody i nominacje
Oscary za rok 1990
- Najlepsza scenografia i dekoracje wnętrz - Richard Sylbert, Rick Simpson
- Najlepsza charakteryzacja - John Caglione Jr., Doug Drexler
- Najlepsza piosenka - „Sooner or Later (I Always Get My Man)” - muz. i sł. Stephen Sondheim
- Najlepsze zdjęcia - Vittorio Storaro (nominacja)
- Najlepsze kostiumy - Milena Canonero (nominacja)
- Najlepszy dźwięk - Thomas Causey, Chris Jenkins, David E. Campbell, Doug Hemphill (nominacja)
- Najlepszy aktor drugoplanowy - Al Pacino (nominacja)

Złote Globy 1990
- Najlepsza komedia lub musical (nominacja)
- Najlepszy aktor drugoplanowy - Al Pacino (nominacja)
- Najlepsza piosenka - „Sooner or Later (I Always Get My Man)” - muz. i sł. Stephen Sondheim (nominacja)
- Najlepsza piosenka - „What Can You Lose?” - muz. i sł. Stephen Sondheim (nominacja)

Nagrody BAFTA 1990
- Najlepsza scenografia - Richard Sylbert
- Najlepsza charakteryzacja - John Caglione Jr., Doug Drexler
- Najlepsze kostiumy - Milena Canonero (nominacja)
- Najlepszy dźwięk - Dennis Drummond, Thomas Causey, Chris Jenkins, David E. Campbell, Doug Hemphill (nominacja)
- Najlepszy montaż - Richard Marks (nominacja)
- Najlepsze efekty specjalne (nominacja)
- Najlepszy aktor drugoplanowy - Al Pacino (nominacja)

Nagrody Saturn 1990
- Najlepsza charakteryzacja - John Caglione Jr., Doug Drexler, Cheri Minns
- Najlepszy film fantasy (nominacja)
- Najlepsze kostiumy - Milena Canonero (nominacja)
- Najlepszy aktor - Warren Beatty (nominacja)
- Najlepsza aktorka - Madonna (nominacja)
- Najlepszy występ młodego aktora - Charlie Korsmo (nominacja)
- Najlepszy aktor drugoplanowy - Al Pacino (nominacja)